# 팔라 도로

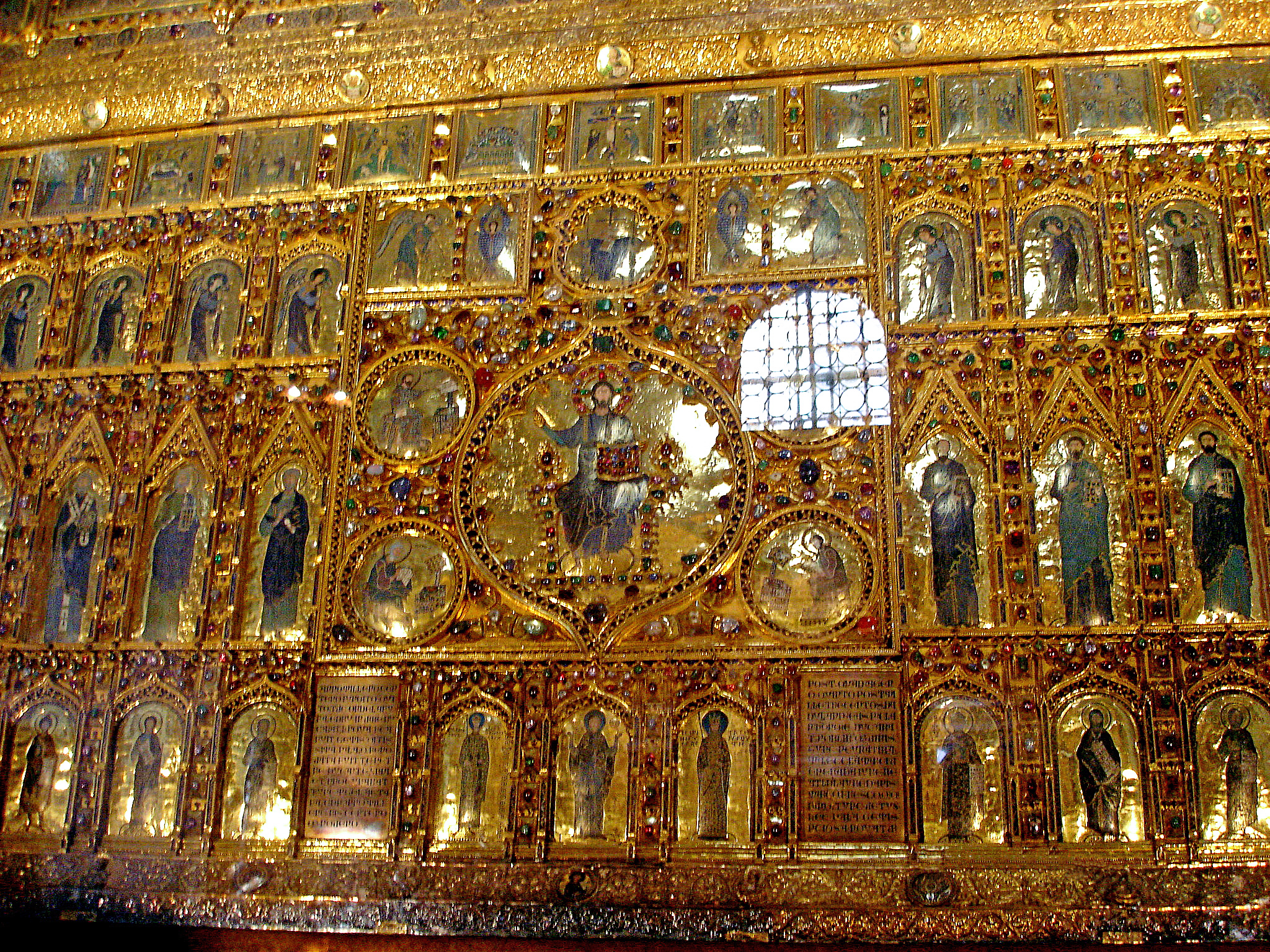
팔라 도로

팔라 도로(이탈리아어: Pala d'Oro)는 이탈리아 베네치아 산마르코 대성당 제단 뒤에 장식된 제단화이다. 팔라 도로는 2개의 부분으로 구성되어 있다.
아래 부분은 복음사가 마르코의 이야기, 베네치아 공화국 원수 (도제)의 초상 , 하리스토스를 그린 법랑이 있다. 1102년 베네치아 공화국 총독 오르델라포 팔리에로의 명령으로 콘스탄티노플의 명공들이 제단 장식으로 만든 것이다.
다른 부분, 즉 대천사 미카엘의 그림을 포함한 그림은 1204년 제4차 십자군 전쟁의 약탈품이라고 생각할 수 있다.
1343년 베네치아 공화국 도제 안드레아 단돌로는 두 부분을 결합하여 약 1927개의 보석으로 장식한 1개의 고딕 세공으로 하도록 명령했다. 팔라 (pala. 라틴어 의 palla = 천에서 유래)는 파올로 베네치아노 작 나무의 제단 장식에 의해 덮여진 것이다.
15세기 베네치아노의 외부 조각은 나무 패널로 대체되고 현재에 이르고 있다.